# Засульский сельский совет (Лубенский район)
Засульский сельский совет (укр. Засульська сільська рада) — входит в состав
Лубенского района
Полтавской области
Украины.
Административный центр сельского совета находится в 
с. Засулье.

## Населённые пункты совета
- с. Засулье
- с. Солоница